# Decaschistia byrnesii
Decaschistia byrnesii är en malvaväxtart. Decaschistia byrnesii ingår i släktet Decaschistia och familjen malvaväxter.

## Underarter
Arten delas in i följande underarter:
- D. b. byrnesii
- D. b. lavandulacea